# Kringlevattnet
Kringlevattnet är en sjö i Munkedals kommun i Bohuslän och ingår i Örekilsälvens huvudavrinningsområde. Sjöns area är 0,006 kvadratkilometer och den är belägen 184 meter över havet.